# Kostel svatého Bartoloměje (Chvalkovice)
Kostel svatého Bartoloměje je původně gotický kostel na návsi obce Chvalkovice v okrese Vyškov. Je chráněn jako kulturní památka České republiky.

## Dějiny
Kostel se poprvé připomíná roku 1389, do současné podoby byl přestavěn snad současně s obnovením fary roku 1689. V 18. století byla přistavěna sakristie a roku 1803 byla dřívější klenba lodi nahrazena rovným stropem. Na vstupním portálu je letopočet 1872, kdy byla dokončena větší oprava.

## Popis
Orientovaná obdélná loď s pětibokým kněžištěm a pětibokými kaplemi z boku. V ose západního průčelí je čtverhranná věž s malým zvonem z roku 1782. V obou podélných stěnách hlavní lodi s rovným stropem jsou široké oblouky do bočních kaplí, rovněž s plochým stropem. Na západní straně je kruchta s plochou klenbou vespod.
Zděný sloupový hlavní oltář (kolem 1760) má obraz sv. Bartoloměje z roku 1851 a štukové sochy sv. Kateřiny a sv. Barbory. Vedlejší oltáře Růžencové Panny Marie a sv. Josefa jsou ozdobeny sochami P. Marie a sv. Josefa a sv. Floriana. Naproti bočnímu vchodu je rovněž oltář s obrazem P.Marie, sv. Alžběty, Ježíška a sv. Jana Křtitele. Kostel byl v roce 1884 vymalován.

### Náhrobky v kostele
Pod chrámem byla hrobka, do níž byli pochováváni majitelé panství a kněží.
Zachovaly se dva náhrobní kameny s nápisy:
- „Hic sepultus est Perillustris Dominus Franciscus Sigismundus Žialkowsky de Žialkowitz, Dominus quondam in Komarov et Chvalkovic. Aetatis suae 78. Mortuus est anno Domini 1767. – 5ta Aprilis“.
- „Mortua est anno 1780 – 20.Janu.Illustrissima Domina Catharina Bojakovskin nat Žialkovskin annorum 55 mensium 11 dierum 25.“
- Třetí náhrobní kámen Josefy Žalkovské, rozené Přepické, která zemřela 5. 4. 1730 ve věku 42 let nelze nyní vidět.[4]

### Kostelní zvony
Na věži byly od roku 1884 tři nové zvony:
- sv. Bartoloměj – nápis na zvonu „Sv.Bartoloměji, oroduj za nás!“
- Panna Maria – nápis na zvonu „Pod ochranu Tvou utíkáme se, sv.  Boží Rodičko.“
- sv. Josef (nejmenší zvon) – nápis na zvonu „Sv.Josefe, při hodince smrti stůj při nás!“

Svěceny byly 26. března 1884 a byly zabaveny za světové války.

## Sochy u kostela
Před kostelem stojí kamenné sochy:
- sv. Floriana (1746) Socha sv. Floriana dříve stála výše ve vesnici tam, kde jsou postaveny sochy sv. Cyrila a Metoděje.
- sv. Arnošta (1856) a sv. Kříže[4]